# 増地克之
増地 克之（ますち かつゆき、1970年9月29日 - ）は、日本の柔道家（講道館6段）。
現役時代は1990年代の全日本選手権の常連として活躍し、無差別級のアジア王者にも2度輝いた。引退した現在は筑波大学柔道部総監督や、全日本柔道連盟の強化スタッフとして女子代表監督を務める。

## 人物

### 経歴
三重県津市出身。父親が警察官だった関係で小学校4年生の時に警察署の柔道場へ連れて行かれたのを機に、柔道を始めた。とは言え遊び盛りの少年時代、この頃の増地は柔道よりも野球の方に興じていたという。
中学生の時に父が転勤となり川越町の川越町朝日町組合立明和中学校。現、川越中学校に入学。既に身長170cmと大柄だった増地は柔道部に入部して練習に明け暮れるが、連日の猛稽古が祟り中学2年の時に腎盂腎炎を患って、栄養失調により一時は体重60kgまで激減して入院までする羽目になった。それでも上級生を中心として、高い意識を持って稽古を積み重ねた当時を増地は、「ここで鍛えられたのが自分の土台を作ってくれた」と振り返る。
中学3年次に再び父親の転勤の都合で長島町（現・桑名市）へ転居すると、転校先の町立長島中学校でも柔道を続け、県大会では個人戦で2位に入り東海大会への出場も果たした。
高校入学に際しては柔道名門校から推薦入学の話も舞い込んだが、文武両道を目指した増地は猛練習から猛勉強に切り替えて、地元の進学校である県立桑名高校普通科に進学。
桑名高校柔道部は戦力が充実しており、増地が高校1年生の時には団体戦の県予選で強豪・県立四日市中央工業高校を降しインターハイへの切符を手にしたと思われたが、決勝戦で三重高校に敗れた。この悔しさをバネに益々稽古に没頭した増地は高校3年になった1988年に個人戦重量級でインターハイへ出場、優勝はならなかったものの、大会の本命と目されていた世田谷学園2年の松本昌広らを破ってベスト8という結果を残している。
高校卒業後は筑波大学体育専門学群に進学し、1年生の11月に出場した全日本ジュニア体重別選手権では東海大相模高校の岩田桂司に次ぐ準優勝。増地はこの頃から世界を視野に入れるようになるが、同世代の重量級には既に世界チャンピオンとなっていた3学年上の小川直也やそのライバル金野潤、全日本学生体重別選手権3連覇の下出善紀に加え養父直人・篠原信一・真喜志慶治といった天理勢の重量級の層が厚かった時代でもあり、増地は3年生の時の全日本選手権初出場や4年次の全日本学生選手権3位、ドイツ国際大会準優勝以外に目立った成績を残す事はできなかった。
1993年に筑波大学を卒業すると、同大学院修士課程に進む傍らマルナカの実業団選手となり、早々の全日本選手権では九州代表で旭化成延岡所属の山崎茂樹、近畿代表で天理大学学生の真喜志慶治を降して3回戦（準決勝戦）に進出。準決勝戦では四国代表で綜合警備保障所属の金野潤と相対し、増地が左大外刈を仕掛けるも金野の返し技に技有ポイントを許しそのまま横四方固に抑えられて合技で敗れ決勝進出はならず、それでも3回目の出場となる全日本の檜舞台で3位という好成績を残した。
とは言え、この頃の事を「重量級のライバル達にどうやったら勝てるのか凄く頭を悩ませていた」と振り返る増地は、環境を変えるために筑波から東京の中野まで遥々通い詰めて東海大学の有賀誠司よりウエイトトレーニングを学び、また筑波大学の先輩が開発したマシーンを用いてメンタルトレーニングにも取り組んだ。
こうした甲斐もあり1994年には全日本選抜体重別選手権の重量級で優勝を飾ると、同年10月の広島アジア大会には無差別級の日本代表として抜擢され、同大会では見事金メダルを獲得した。
翌1995年には全日本選抜体重別選手権で連覇を果たして、重量級におけるポスト・小川直也を狙う選手の1人として頭角を現した。
1996年に大学院を修了すると、新日本製鐵（現・日本製鉄）に所属。当時の新日鐵は岡泉淳や石田輝也らを擁し、前年の全日本実業団体対抗大会では日本一になっている強豪実業団であった。
身長187cm・体重125kgという均整の取れた体格から繰り出す大内刈や小外掛等の得意技を以って、増地は入社2年目の1997年に環太平洋選手権の無差別級で優勝を果たすと、7回目の出場となる4月の全日本選手権では新鋭の井上康生らを降し3位入賞。11月にマニラで開催されたアジア選手権では無差別級を制し、自身2度目となるアジア王者に輝いた。
この頃には年齢も20代半ばに差し掛かり、一般的には体力の衰えが見え始めるのが常であるが、篠原信一や真喜志慶治を筆頭に井上康生、棟田康幸など若手の台頭が著しい中にあって増地はそれまでと変わらず全日本レベルの大会で活躍し、1998年や99年にも全日本選抜体重別選手権や講道館杯で上位進出を果たしている。また、本人が「心身共に充実して臨めた」と語る1998年の全日本選手権では、準決勝戦で井上康生に敗れはしたものの3度目の3位入賞を成し遂げた。
2001年に新日鐵を辞し、柔道部を創部したての桐蔭横浜大学に助監督（のち2005年より監督）として迎えられる。31歳での就任であったが現役に拘り続けた増地は、「横浜桐蔭の名を全国に売るには、自分が全日本で活躍するのが一番手っ取り早かった」と胸の内を明かしている。
また、選手から指導者になった事で柔道を客観的に見つめる機会を得た増地は、組み手争いや対戦相手の研究をする重要性を再認識し、指導員になって稽古時間は減ったものの密度の濃い稽古をこなす事で充実した時間を過ごす事ができたという。教員になって以後も5回連続で全日本選手権への出場を続けた増地は、いつしか当時史上最多の全日本13回出場という記録を打ち立てていた。
日本の柔道家にとってオリンピックや世界選手権と共に3大タイトルの1つに数えられる全日本選手権は無差別級のみで争われるために出場するのさえ難しく、また高木長之助や棟田康幸のように重量級世界チャンピオンであっても全日本で優勝できないまま現役を終える選手がいるほど高いレベルで争われ、その歴史の長さも含めて日本では最も威厳のある大会とされる。
この快挙を増地は「大きなケガがなかったから」と謙虚に語るが、強靭な身体に加えて卓越した技量と永く現役を続けるための強い精神力が兼ね備わってこその金字塔であると言える。
その後、現役を引退した増地は2006年4月より母校・筑波大学の講師、同時に柔道部監督に就任。筑波大学が嘉納治五郎の流れを汲む教育機関である事も踏まえ、「嘉納師範のような人材を作っていく事が教員としての使命」をモットーとして学生達の指導に汗を流した。就任10年目となる2015年6月27-28日の全日本学生優勝大会では筑波大学を国公立大学として初めてとなる優勝へ導き、また、その指導力が買われて2016年11月より2020年の東京五輪に向けた全日本柔道連盟の強化スタッフとして女子代表監督を任ぜられている。
全柔連では妻の千代里（旧姓・立野）も女子強化の特別委員を務めており、今後は夫婦2人3脚による女子柔道強化でその手腕が試される事となる。2021年9月には全日本代表チームの監督続投が決まった。

### 競技成績
- 全日本柔道選手権大会‐3位（1993年【平成5年】）
- アジア競技大会柔道競技 無差別‐優勝（1994年【平成6年】、広島）
- 全日本選抜柔道体重別選手権大会 95kg超級‐優勝（1994年【平成6年】、福岡）
- ユニバーシアード柔道競技 無差別‐優勝（1995年【平成7年】、福岡）
- 全日本選抜柔道体重別選手権大会 95kg超級‐優勝 （1995年【平成7年】、福岡）
- 講道館杯全日本柔道体重別選手権大会 95kg超級‐3位 （1995年【平成7年】、東京）
- 環太平洋柔道選手権大会 無差別‐優勝（1997年【平成9年】、マカオ）
- 全日本選抜柔道体重別選手権大会 95kg超級‐3位 （1997年【平成9年】、福岡）
- 全日本柔道選手権大会‐3位（1997年【平成9年】）
- アジア柔道選手権大会 無差別‐優勝（1997年【平成9年】、マニラ）
- 全日本選抜柔道体重別選手権大会 100kg超級‐3位 （1999年【平成11年】、福岡）
- 講道館杯全日本柔道体重別選手権大会 95kg超級‐2位 （1999年【平成11年】、東京）
- 全日本選抜柔道体重別選手権大会 100kg超級‐3位 （2000年【平成12年】、福岡）

（全日本柔道選手権大会 計13回出場）